# Bruno Bini
Bruno Bini (Orléans, 1 de outubro de 1954) é uma ex-futebolista e treinador de futebol francês. Atualmente comanda a Seleção Chinesa de Futebol Feminino.